# Pura Ulun Danu Batur
El pura Ulun Danu Batur (también conocido como 'pura Batur' o 'pura Ulun Danu') es un complejo de templo hindú balinés ubicado en la isla de Bali, Indonesia. 
El templo es uno de los tipos de pura denominado pura kahyangan jagad ("templo celestial") que continúa actuando como mantenedor de la armonía y la estabilidad de toda la isla. Está considerado uno de los templos más importantes de Bali, después del templo madre de Basakih.
El pura Ulun Danu Batur representa la dirección del norte y está dedicado al dios Vishnu y a la diosa local Dewi Danu, diosa del lago Batur, el lago más grande de Bali, y que ayuda a bendecir el suelo de la isla con fertilidad que proporcionan sus aguas. Después de la destrucción del recinto del templo original, por las erupciones del Batur, el templo fue reubicado y reconstruido después de la erupción de 1926. El templo, junto a otros 3 sitios de Bali, forman el Paisaje cultural de la provincia de Bali, que fue inscrito como Patrimonio de la Humanidad por la UNESCO en 2012.

## Pueblo de Batur
El pueblo de Batur se encuentra muy cerca de la caldera del monte Batur. Está dividido en tres perbekelan (división administrativa): Batur Utara (norte), Batur Tengah (centro) y Batur Selatan (sur). Los habitantes de Batur se ganan la vida como agricultores, artesanos, comerciantes, trabajadores del gobierno y en la industria del turismo.

## Historia

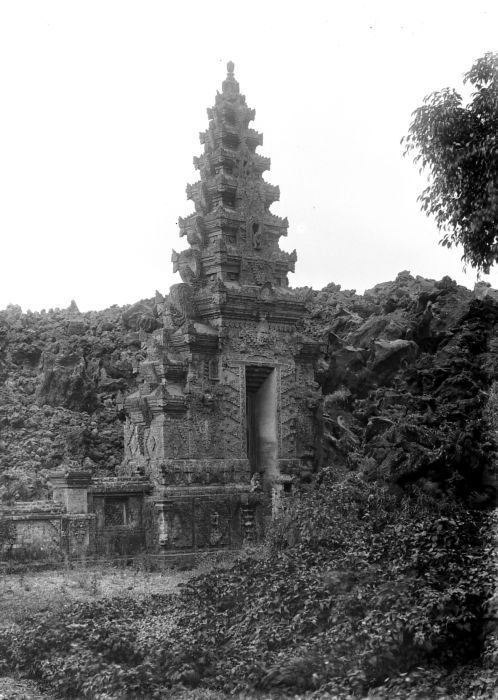
Lava negra del monte Batur que casi envuelve el kori agung el recinto original del pura Batur a continuación de la erupción de 1926.

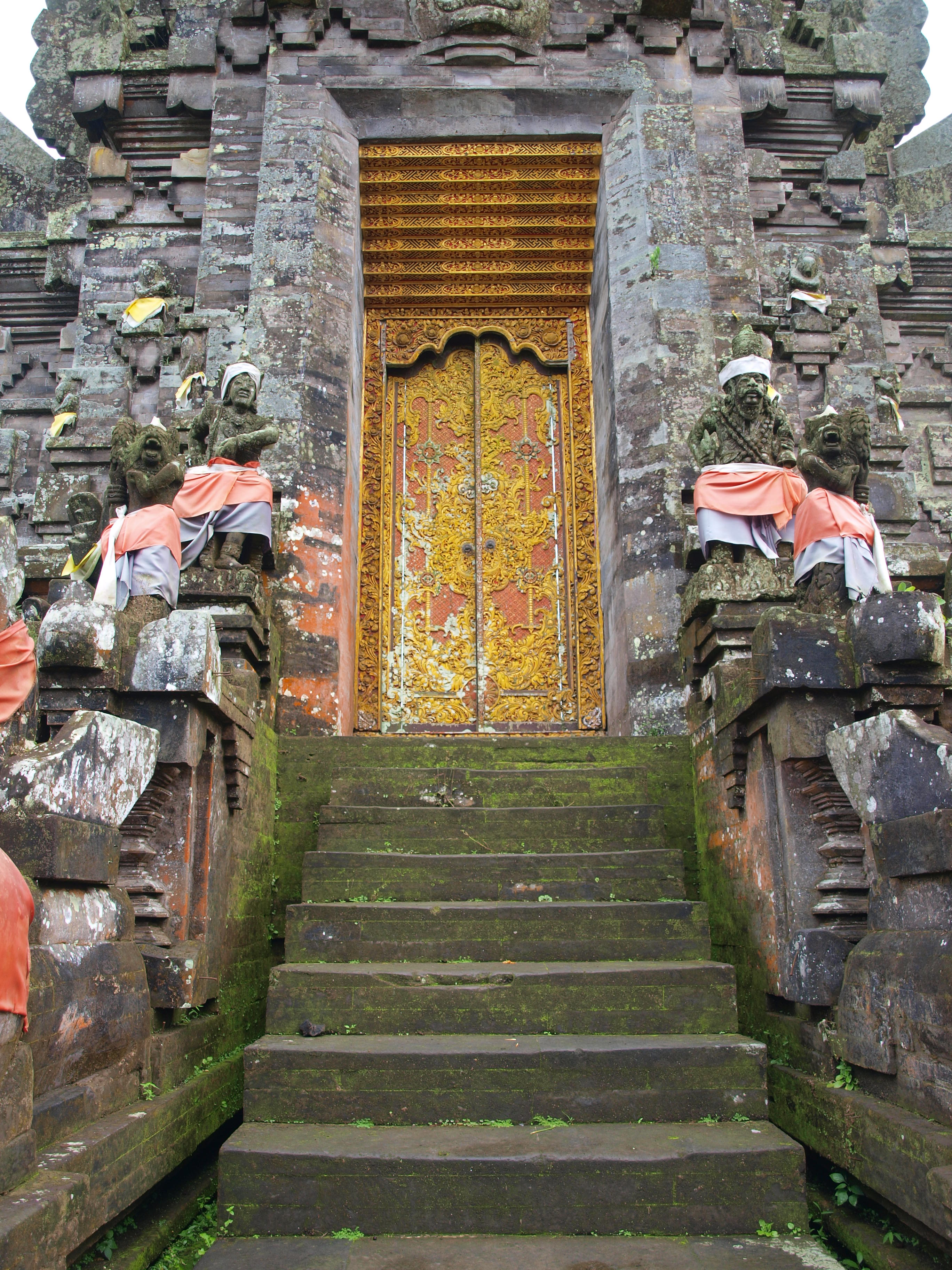
Puerta de entrada al templo.

Aunque se desconoce la edad exacta del templo, hay referencias a sus orígenes en textos del siglo XI. El complejo como tal, fue establecido en el siglo XVII. Siempre envuelto en las erupciones del monte Batur, en la de 1905, la lava se detuvo en la entrada principal. En la de 1917, la lava se detuvo en los muros y luego, la más dañina para las construcciones, fue la de 1926.
El templo está dedicado al dios Vishnu y a la diosa del lago Dewi Danu. El lago Batur, el lago más grande de Bali, se considera de la mayor importancia en la isla de Bali, ya que es la principal fuente de agua para las actividades agrícolas en Bali. La palabra pura significa 'templo', mientras que las dos palabras ulun ('cabeza' o 'fuente') y danu ('lago', en referencia al lago Batur) por lo que se traducen como 'fuente del lago'; y de ahí, el nombre del templo, que significa, literalmente, 'templo de la fuente del lago'. La palabra batur, viene por el pueblo de Batur donde se encuentra el templo, y significa 'puro' o 'espiritualmente limpio'. La definición de pura Ulun Danu ilustra la importancia del agua para la prosperidad de los agricultores de Batur y para toda la comunidad hindú de Bali, especialmente en el riego de los arrozales de la isla.
El pura Ulun Danu Batur es mencionado varias veces en varios antiguos lontares como uno de los seis templosSad Kahyangan, o puras universales.
Antes de la erupción del monte Batur de 1917, el pura Batur y el pueblo original (entonces conocido como Karang Anyar, que significa 'nueva área') se ubicaban en la base suroeste del monte Batur. El flujo de lava de esta erupción causó miles de víctimas, pero se detuvo a las puertas del templo. Debido a esto, el pueblo balinés lo presintió como un buen presagio y decidió quedarse en el área.
El 21 de abril de 1926, el monte Batur volvió a entrar en erupción, esta vez devastando todo el pueblo de Karang Anyar. La lava también avanzó hacia el templo, cubriendo casi todo el recinto con toneladas de escombros. A pesar de la destrucción del pueblo y de la pérdida de 1.500 habitantes, el santuario principal del templo, de 11 niveles, sobrevivió. Con el área que rodea el monte Batur declarada inhabitable durante el período de erupción, los aldeanos de Kalang Anyar tuvieron que reubicarse. El proceso de reubicación fue ayudado por aldeanos de los alrededores, como Desa Bayung, Tunggiran, Kedisan, Buanan, Sekardadi. El gobierno de las Indias Holandesas envió al ejército regional de Bangli y algunos prisioneros para ayudar con la reubicación y construcción. El santuario superviviente de 11 niveles fue transportado a una nueva ubicación, así como otras reliquias importantes del templo. Entre las reliquias sagradas del templo estaban los instrumentos del gamelán de pura Batur, que fueron transportados a un pabellón (bale) especial de un pura en Desa Bayung; y una figura del espíritu guardián (Bhatara Gede) que fue llevada a otro pueblo para que sus residentes aún pudieran adorarla durante el tiempo que duró el reasentamiento.
Después de unos días, el gobierno regional de Bangli inició un programa de reconstrucción del pueblo. Se recolectaron fondos para construir nuevas casas, oficinas administrativas e infraestructuras básicas. Después de varios meses, el área que rodea el monte Batur fue declarada segura y el programa de reconstrucción de la aldea puo comenzar de inmediato. Se eligió una nueva ubicación para el pueblo, esta vez área arriba en el borde exterior de la caldera del lago Batur. Las parcelas de tierra se distribuyeron de acuerdo con el número de familias originales, siendo supervisado por la policía local (mantri polisi). Con la finalización de las casas y la infraestructura básica, el gobierno regional de Bangli recaudó otro fondo para construir un nuevo templo, el actual pura Ulun Danu Batur. A la finalización del templo en 1926, el gamelán del templo y la figura del espíritu guardián fueron devueltos a su templo. Se celebró una ceremonia para transportar el gamelán y la figura del guardián a su templo y otra ceremonia de limpieza para los objetossagrados y el nuevo templo.

## Complejo del templo

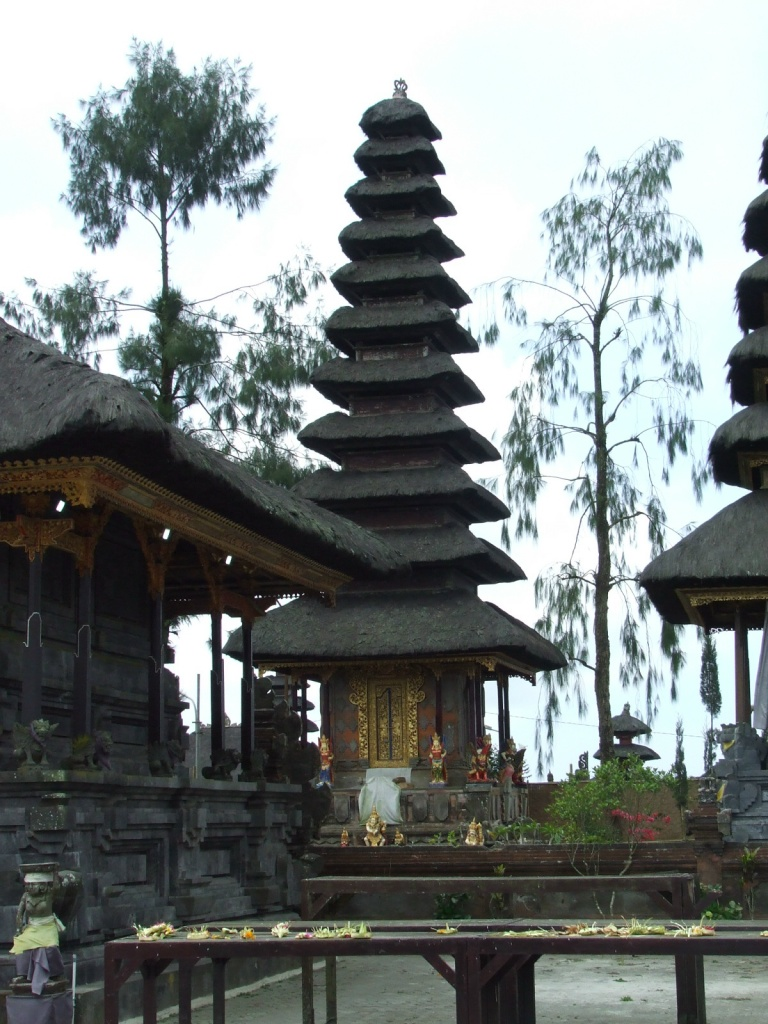
Meru de 11 niveles (pelinggih) en el sagrado pura Penataran Agung Batur.

El complejo pura Batur actual comprende una reconstrucción de los nueve templos que existían anteriormente, conteniendo un total de 285 santuarios y pabellones dedicados a los dioses y diosas del agua, la agricultura, las fuentes sagradas, el arte, la artesanía otros. El pura Penataran Agung Batur, el templo principal, tiene cinco patios principales. Sus santuarios más importantes son el meru de 11 niveles situado en el patio interior y más sagrado,  dedicado a la diosa del lago, tres merus de 9 niveles dedicados al monte Batur, al monte Abang y a Ida Batara Dalem Waturenggong, el rey deificado de la dinastía Gelgel que gobernó desde 1460 hasta 1550. Otro meru de 3 niveles es para Ida Ratu Ayu Kentel Gumi, que protege los cultivos de las enfermedades.
Los otros ocho templos son: pura Jati Penataran, pura Tirta Bungkah, pura Taman Sari, pura Tirta Mas Mampeh, pura Sampian Wangi, pura Gunarali, pura Padang Sila y pura Tuluk Biyu.
El templo principal, el pura Penataran Agung Batur, está dividido en tres áreas: el santuario exterior del templo (jaba pisan o nistaning mandala), el santuario medio (jaba tengah o madya mandala) y el santuario principal interior (jero o utamaning mandala).
El santuario principal del pura Ulun Danu Batur se encuentra en el santuario interior (jero). Es un santuario meru de 11 niveles dedicado a Shiva y su consorte Parvati.

## Odalan
La odalan (fiesta principal) del pura Ulun Danu Batur se lleva a cabo el décimo plenilunio del año (Purnama de Sasih Kedasa) según el calendario balinés, que suele caer de finales de marzo a principios de abril.